# Minto (Alaska)
Minto és una concentració de població designada pel cens dels Estats Units a l'estat d'Alaska. Segons el cens del 2000 tenia 258 habitants.

## Demografia
Segons el cens del 2000, Minto tenia 258 habitants, 74 habitatges, i 54 famílies La densitat de població era de 0,7 habitants/km².
Dels 74 habitatges en un 39,2% hi vivien nens de menys de 18 anys, en un 33,8% hi vivien parelles casades, en un 21,6% dones solteres, i en un 27% no eren unitats familiars. En el 25,7% dels habitatges hi vivien persones soles el 9,5% de les quals corresponia a persones de 65 anys o més que vivien soles. El nombre mitjà de persones vivint en cada habitatge era de 3,49 i el nombre mitjà de persones que vivien en cada família era de 4,15.
Per edats la població es repartia de la següent manera: un 38,8% tenia menys de 18 anys, un 11,6% entre 18 i 24, un 21,7% entre 25 i 44, un 18,2% de 45 a 60 i un 9,7% 65 anys o més.
L'edat mediana era de 25 anys. Per cada 100 dones hi havia 113,2 homes. Per cada 100 dones de 18 o més anys hi havia 129 homes.
La renda mediana per habitatge era de 21.250 $ i la renda mediana per família de 37.500 $. Els homes tenien una renda mediana de 28.750 $ mentre que les dones 28.125 $. La renda per capita de la població era de 9.639 $. Aproximadament el 18,2% de les famílies i el 26,4% de la població estaven per davall del llindar de pobresa.

## Poblacions més properes
El següent diagrama mostra les poblacions més properes.